# Fifth Avenue

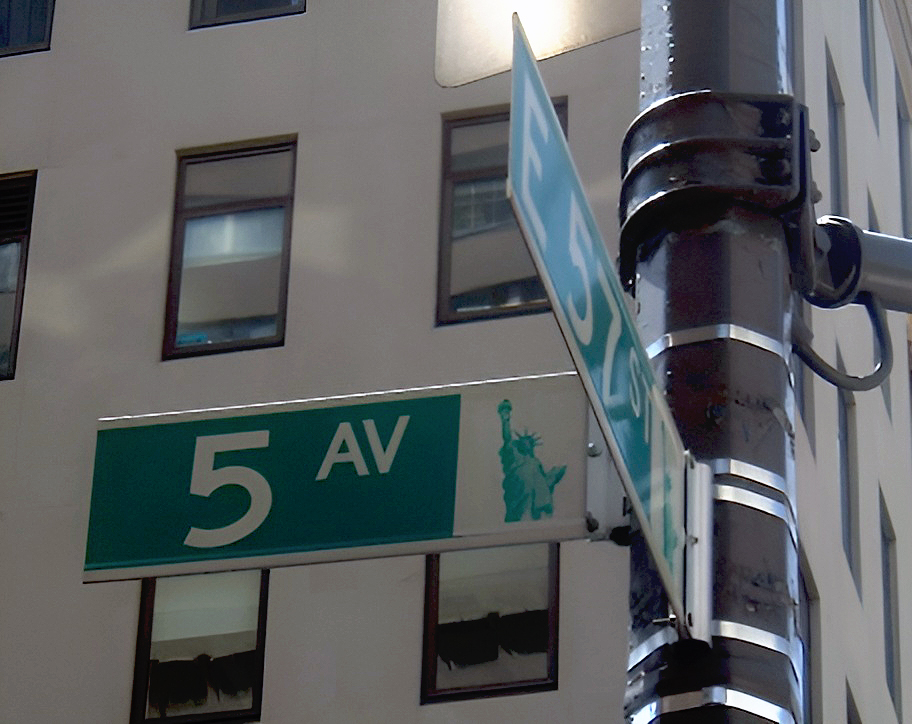
Vägskylt vid Fifth Avenue

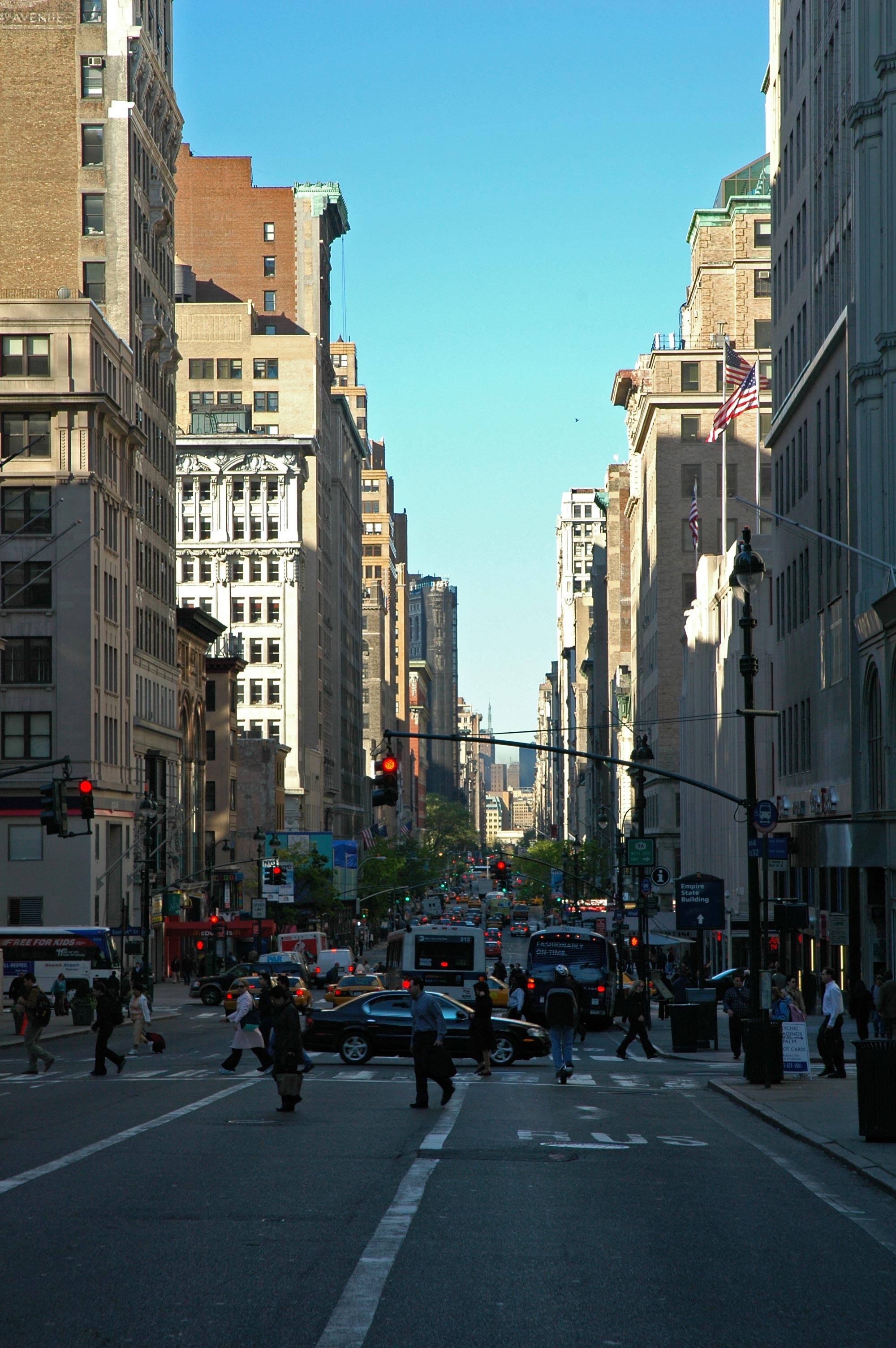
Fifth Avenue.

Fifth Avenue är en berömd aveny på Manhattan i New York där många exklusiva och kända affärer som Saks, Macy's, Bloomingdales, Abercrombie & Fitch, Disney Store, samt världens största Apple-store huserar. Längre ner på Fifth Avenue ligger också Empire State Building, New Yorks näst högsta byggnad efter One World Trade Center. Även Trump Tower ligger längs avenyn. Fifth Avenue har också bland de dyraste lägenheterna som finns på Manhattan, inte minst i områdena kring Washington Square. En lägenhet där kan kosta åtskilliga miljoner dollar. År 2017 meddelades att en ny skyskrapa skulle byggas på 262 Fifth Avenue.

## Shopping
Området mellan 49th Street och 60th Street är mycket affärstätt och räknas även som en av de dyraste shoppinggatorna i världen. De flesta av de lyxiga boutiquerna finns på Fifth Avenue, däribland Louis Vuitton, Tiffany & Co., Gucci, Prada, Bottega Veneta, Giorgio Armani, Fendi, Versace, Harry Winston, Cartier, Omega, Chanel med flera.